# William Fitzsimmons
William Fitzsimmons (Pittsburgh, 1978) è un cantautore e musicista statunitense.

## Discografia

### Album
- 2005 - Until When We Are Ghosts
- 2006 - Goodnight
- 2008 - The Sparrow and the Crow
- 2010 - Derivatives
- 2011 - Gold in the Shadow
- 2014 - Lions